# Martijn Tusveld
Martijn Tusveld (9 de setembre de 1993) és un ciclista neerlandès, professional des del 2012. Actualment corre a l'equip Team DSM.

## Palmarès
- 2016
  - Vencedor d'una etapa a l'Istrian Spring Trophy

### Resultats a la Volta a Espanya
- 2018. 80è de la classificació general
- 2019. 26è de la classificació general

### Resultats al Giro d'Itàlia
- 2020. 26è de la classificació general
- 2022. 43è de la classificació general
- 2023. Abandona (10a etapa)

### Resultats al Tour de França
- 2022. 64è de la classificació general